# Magdaléna Rybáriková
Magdaléna Rybáriková   (Piešťany, 4 d'octubre de 1988) és una tennista professional d'Eslovàquia.
El 2006 arribà a la final individual júnior del torneig de Wimbledon. En el seu palmarès hi destaquen quatre títols individuals i un de dobles.

## Biografia
Rybáriková és filla de Anton i Maria, i té dos germans grans, Filip i Nada. Va començar a jugar a tennis a l'edat de vuit anys, i als quinze es va traslladar a Bratislava per entrar al centre nacional de tennis.

## Palmarès: 4 (4−0)

### Individual: 8 (4−4)
| Llegenda                                  |
| ----------------------------------------- |
| Grand Slam (0−0)                          |
| WTA Tour Championships / WTA Finals (0−0) |
| Premier Mandatory (0−0)                   |
| Premier 5 (0−0)                           |
| Premier (0−2)                             |
| International (4−2)                       |

| Títols per superfície |
| --------------------- |
| Dura (3−3)            |
| Gespa (1−1)           |
| Terra batuda (0−0)    |

| Resultat   | Núm. | Data                   | Torneig                     | Superfície | Oponent                   | Marcador      |
| ---------- | ---- | ---------------------- | --------------------------- | ---------- | ------------------------- | ------------- |
| Guanyadora | 1.   | 14 de juny de 2009     | Birmingham, Regne Unit      | Gespa      | Li Na                     | 6−0, 7−6(2)   |
| Guanyadora | 2.   | 20 de febrer de 2011   | Memphis, Estats Units       | Dura (i)   | Rebecca Marino            | 6−2, retirada |
| Finalista  | 1.   | 24 de setembre de 2011 | Canton, Xina                | Dura       | Chanelle Scheepers        | 2−6, 2−6      |
| Guanyadora | 3.   | 5 d'agost de 2012      | Washington DC, Estats Units | Dura       | Anastassia Pavliutxénkova | 6−1, 6−1      |
| Guanyadora | 4.   | 4 d'agost de 2013      | Washington DC (2)           | Dura       | Andrea Petkovic           | 6−4, 7−6(2)   |
| Finalista  | 2.   | 23 d'agost de 2014     | New Haven, Estats Units     | Dura       | Petra Kvitová             | 4−6, 2−6      |
| Finalista  | 3.   | 15 d'octubre de 2017   | Linz, Àustria               | Dura (i)   | Barbora Strýcová          | 4−6, 1−6      |
| Finalista  | 4.   | 24 de juny de 2018     | Birmingham, Regne Unit      | Gespa      | Petra Kvitová             | 6−4, 1−6, 2−6 |

### Dobles: 2 (1−1)
| Llegenda                                  |
| ----------------------------------------- |
| Grand Slam (0−0)                          |
| WTA Tour Championships / WTA Finals (0−0) |
| Premier Mandatory (0−0)                   |
| Premier 5 (0−0)                           |
| Premier (0−0)                             |
| International (1−1)                       |

| Títols per superfície |
| --------------------- |
| Dura (0−1)            |
| Gespa (0−0)           |
| Terra batuda (1−0)    |

| Resultat   | Núm. | Data                   | Torneig              | Superfície   | Parella            | Oponents                          | Marcador |
| ---------- | ---- | ---------------------- | -------------------- | ------------ | ------------------ | --------------------------------- | -------- |
| Finalista  | 1.   | 26 de setembre de 2010 | Taixkent, Uzbekistan | Dura         | Alexandra Dulgheru | Alexandra Panova Tatiana Poutchek | 3−6, 4−6 |
| Guanyadora | 1.   | 5 de maig de 2012      | Budapest, Hongria    | Terra batuda | Janette Husárová   | Eva Birnerová Michaëlla Krajicek  | 6−4, 6−2 |

## Trajectòria

### Individual
| Open d'Austràlia | A           | A           | 1R    | 1R    | 1R    | 1R    | 1R    | 2R    | 2R    | 2R  | A     | 4R | 1R | 0 / 10    | 6 – 10    |
| Roland Garros | A           | 2R          | 2R    | 2R    | 1R    | 1R    | 2R    | 2R    | 2R    | 1R  | 2R    | 3R | 1R | 0 / 12    | 9 – 12    |
| Wimbledon | Q           | 1R          | 1R    | 1R    | 1R    | 1R    | 1R    | 1R    | 3R    | 1R  | SF    | 1R | 2R | 0 / 12    | 8 – 12    |
| US Open | A           | 3R          | 3R    | 1R    | 1R    | 2R    | 1R    | 1R    | 1R    | A   | 3R    | 1R |    | 0 / 10    | 7 – 10    |
| WTA Elite Trophy | No celebrat | No celebrat | RR    | A     | A     | A     | A     | A     | A     | A   | RR    | A  |    | 0 / 2     | 1 – 3     |
| Total Victòries–Derrotes | 0−2         | 9−9         | 27−26 | 12−21 | 14−14 | 13−16 | 29−22 | 20−26 | 16−22 | 6−7 | 19−10 |    |    | 155 – 177 | 155 – 177 |
| Rànquing a final d'any | 279         | 58          | 45    | 104   | 72    | 62    | 38    | 51    | 77    | 156 | 20    |    |    |           |           |
| Llegenda: G: Guanyadora; F: Finalista; SF: Semifinalista; QF: Quarts de final; Q: Qualificació; A: Absent; RR: Round Robin; |             |             |       |       |       |       |       |       |       |     |       |    |    |           |           |

### Dobles
| Open d'Austràlia | A   | 1R  | 1R | 3R  | 1R  | 1R  | 2R | 1R  | 2R  | A   | A  | 1R | 0 / 9  | 4 – 9  |
| Roland Garros | A   | 1R  | 1R | 3R  | A   | 2R  | 3R | 2R  | 1R  | A   | 2R | 2R | 0 / 9  | 9 – 9  |
| Wimbledon | A   | 2R  | 2R | A   | A   | 2R  | SF | 1R  | 2R  | A   | 2R | 1R | 0 / 8  | 9 – 8  |
| US Open | 1R  | 2R  | 3R | 1R  | 2R  | 2R  | 1R | 2R  | A   | 2R  | 2R |    | 0 / 10 | 8 – 10 |
| Rànquing a final d'any | 265 | 134 | 78 | 112 | 156 | 130 | 66 | 160 | 239 | 401 |    |    |        |        |
| Llegenda: G: Guanyadora; F: Finalista; SF: Semifinalista; QF: Quarts de final; Q: Qualificació; A: Absent; RR: Round Robin; |     |     |    |     |     |     |    |     |     |     |    |    |        |        |